# Sour (Mostaganem)
Sour (în arabă صور) este o comună din provincia Mostaganem, Algeria.
Populația comunei este de 22.673 de locuitori (2008).